# Mixedlag i luftpistol i skytte vid olympiska sommarspelen 2020
Den mixade lagtävlingen i 10 meter luftpistol vid olympiska sommarspelen 2020 ägde rum den 27 juli 2021 på Asaka Shooting Range i Japan.

## Medaljörer
| Gren                | Guld                       | Guld                       | Silver                                       | Silver                                       | Brons                                 | Brons                                 |
| ------------------- | -------------------------- | -------------------------- | -------------------------------------------- | -------------------------------------------- | ------------------------------------- | ------------------------------------- |
| 10 meter luftpistol | Kina Jiang Ranxin Pang Wei | Kina Jiang Ranxin Pang Wei | ROC Vitalina Batsarasjkina Artiom Tjernousov | ROC Vitalina Batsarasjkina Artiom Tjernousov | Ukraina Olena Kostevitj Oleh Omeltjuk | Ukraina Olena Kostevitj Oleh Omeltjuk |

## Resultat

### Kvalomgång 1
| Placering | Idrottare               | Land       | Serie | Serie | Serie | Totalt  | Noteringar |
| Placering | Idrottare               | Land       | 1     | 2     | 3     | Totalt  | Noteringar |
| --------- | ----------------------- | ---------- | ----- | ----- | ----- | ------- | ---------- |
| 1         | Manu Bhaker             | Indien 1   | 97    | 94    | 95    | 582-26x | 0Q0, 0OR0  |
| 1         | Saurabh Chaudhary       | Indien 1   | 98    | 100   | 98    | 582-26x | 0Q0, 0OR0  |
| 2         | Vitalina Batsarasjkina  | ROC 1      | 96    | 95    | 98    | 581-19x | 0Q0        |
| 2         | Artiom Tjernousov       | ROC 1      | 98    | 97    | 97    | 581-19x | 0Q0        |
| 3         | Jiang Ranxin            | Kina 1     | 97    | 97    | 98    | 581-19x | 0Q0        |
| 3         | Pang Wei                | Kina 1     | 97    | 97    | 95    | 581-19x | 0Q0        |
| 4         | Olena Kostevitj         | Ukraina    | 95    | 98    | 99    | 580-20x | 0Q0        |
| 4         | Oleh Omeltjuk           | Ukraina    | 96    | 99    | 93    | 580-20x | 0Q0        |
| 5         | Zorana Arunović         | Serbien    | 96    | 96    | 96    | 577-17x | 0Q0        |
| 5         | Damir Mikec             | Serbien    | 97    | 96    | 96    | 577-17x | 0Q0        |
| 6         | Dina Aspandiyarova      | Australien | 96    | 96    | 93    | 576-17x | 0Q0        |
| 6         | Daniel Repacholi        | Australien | 98    | 95    | 98    | 576-17x | 0Q0        |
| 7         | Wang Qian               | Kina 2     | 93    | 96    | 94    | 576-13x | 0Q0        |
| 7         | He Zhengyang            | Kina 2     | 98    | 98    | 97    | 576-13x | 0Q0        |
| 8         | Hanieh Rostamian        | Iran       | 96    | 97    | 93    | 575-18x | 0Q0        |
| 8         | Javad Foroughi          | Iran       | 95    | 99    | 95    | 575-18x | 0Q0        |
| 9         | Choo Ga-eun             | Sydkorea 2 | 97    | 94    | 95    | 575-13x |            |
| 9         | Jin Jong-oh             | Sydkorea 2 | 97    | 96    | 96    | 575-13x |            |
| 10        | Sandra Uptagrafft       | USA 2      | 99    | 95    | 96    | 573-12x |            |
| 10        | James Hall              | USA 2      | 95    | 93    | 95    | 573-12x |            |
| 11        | Kim Bo-mi               | Sydkorea 1 | 94    | 96    | 98    | 573-11x |            |
| 11        | Kim Mo-se               | Sydkorea 1 | 94    | 96    | 95    | 573-11x |            |
| 12        | Carina Wimmer           | Tyskland   | 94    | 92    | 95    | 571-19x |            |
| 12        | Christian Reitz         | Tyskland   | 95    | 99    | 96    | 571-19x |            |
| 13        | Tsolmonbaataryn Anudari | Mongoliet  | 93    | 95    | 90    | 571-15x |            |
| 13        | Enkhtaivany Davaakhüü   | Mongoliet  | 99    | 98    | 96    | 571-15x |            |
| 14        | Laina Pérez             | Kuba       | 93    | 92    | 95    | 568- 9x |            |
| 14        | Jorge Grau              | Kuba       | 96    | 94    | 98    | 568- 9x |            |
| 15        | Margarita Tjernousova   | ROC 2      | 93    | 94    | 89    | 566-19x |            |
| 15        | Anton Aristarchov       | ROC 2      | 96    | 95    | 99    | 566-19x |            |
| 16        | Alexis Lagan            | USA 1      | 93    | 91    | 94    | 565-17x |            |
| 16        | Nick Mowrer             | USA 1      | 95    | 95    | 97    | 565-17x |            |
| 17        | Yashaswini Singh Deswal | Indien 2   | 95    | 95    | 91    | 564-10x |            |
| 17        | Abhishek Verma          | Indien 2   | 92    | 94    | 97    | 564-10x |            |
| 18        | Radwa Abdel Latif       | Egypten    | 93    | 93    | 96    | 563-11x |            |
| 18        | Samy Abdel Razek        | Egypten    | 91    | 96    | 94    | 563-11x |            |
| 19        | Olfa Charni             | Tunisien   | 92    | 93    | 92    | 561-15x |            |
| 19        | Ala Al-Othmani          | Tunisien   | 98    | 93    | 93    | 561-15x |            |
| 20        | Satoko Yamada           | Japan      | 91    | 94    | 92    | 559-11x |            |
| 20        | Kojiro Horimizu         | Japan      | 94    | 95    | 93    | 559-11x |            |

### Kvalomgång 2
| Placering | Idrottare              | Land       | Serie | Serie | Totalt  | Noteringar |
| Placering | Idrottare              | Land       | 1     | 2     | Totalt  | Noteringar |
| --------- | ---------------------- | ---------- | ----- | ----- | ------- | ---------- |
| 1         | Jiang Ranxin           | Kina 1     | 97    | 95    | 387-10x | 0Q0        |
| 1         | Pang Wei               | Kina 1     | 97    | 98    | 387-10x | 0Q0        |
| 2         | Vitalina Batsarasjkina | ROC 1      | 97    | 95    | 386-15x | 0Q0        |
| 2         | Artiom Tjernousov      | ROC 1      | 96    | 98    | 386-15x | 0Q0        |
| 3         | Olena Kostevitj        | Ukraina    | 97    | 98    | 386-13x | 0Q0        |
| 3         | Oleh Omeltjuk          | Ukraina    | 97    | 94    | 386-13x | 0Q0        |
| 4         | Zorana Arunović        | Serbien    | 97    | 96    | 384-11x | 0Q0        |
| 4         | Damir Mikec            | Serbien    | 95    | 96    | 384-11x | 0Q0        |
| 5         | Hanieh Rostamian       | Iran       | 92    | 94    | 382-13x |            |
| 5         | Javad Foroughi         | Iran       | 96    | 100   | 382-13x |            |
| 6         | Wang Qian              | Kina 2     | 95    | 95    | 380-12x |            |
| 6         | He Zhengyang           | Kina 2     | 97    | 93    | 380-12x |            |
| 7         | Manu Bhaker            | Indien     | 92    | 94    | 380-11x |            |
| 7         | Saurabh Chaudhary      | Indien     | 96    | 98    | 380-11x |            |
| 8         | Dina Aspandiyarova     | Australien | 94    | 95    | 380-11x |            |
| 8         | Daniel Repacholi       | Australien | 95    | 96    | 380-11x |            |

### Finaler

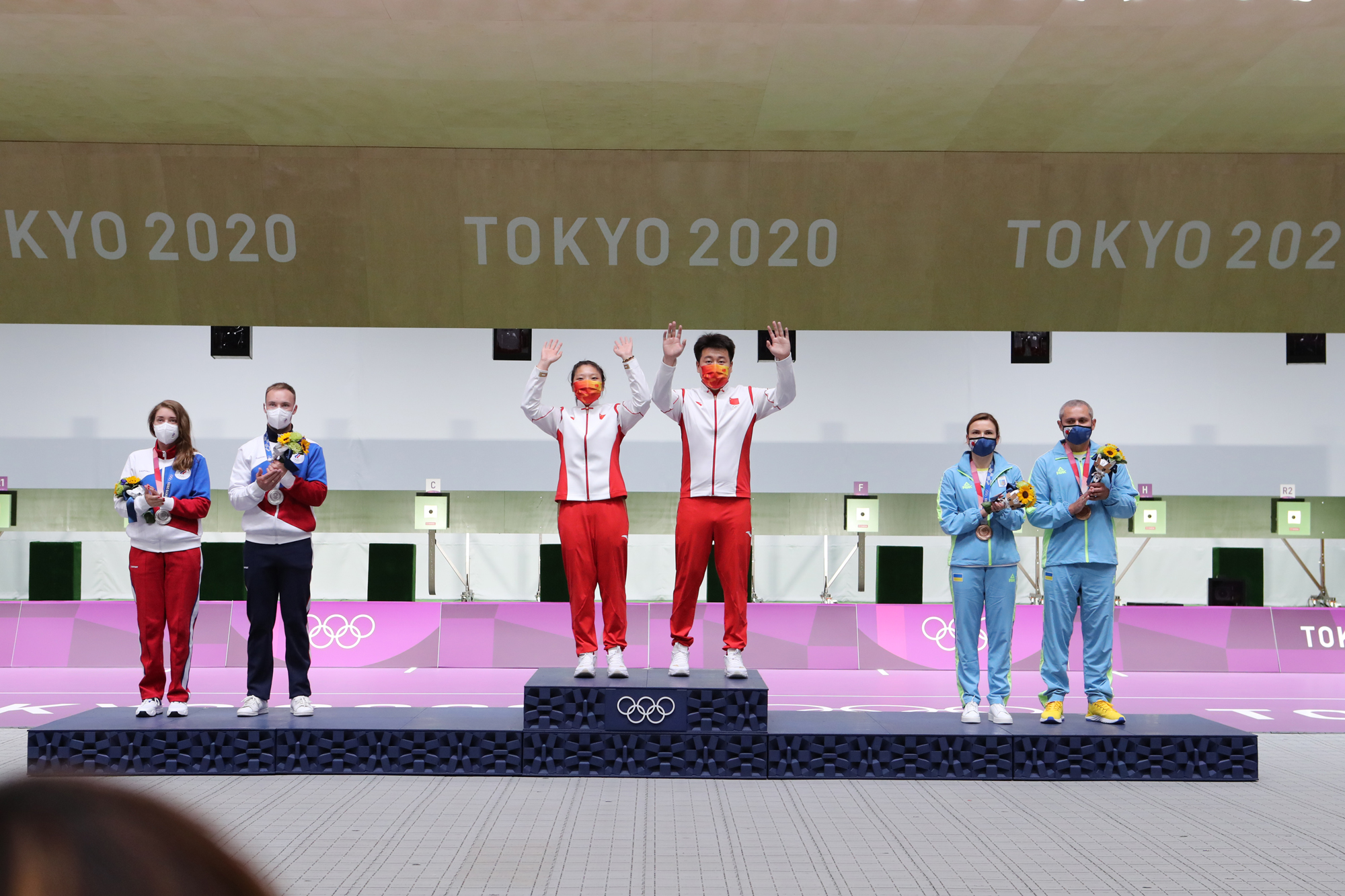
Prisceremoni

| Placering  | Idrottare                                | Land    | Totalt |
| ---------- | ---------------------------------------- | ------- | ------ |
| Final      |                                          |         |        |
| 1          | Jiang Ranxin Pang Wei                    | Kina 1  | 16     |
| 2          | Vitalina Batsarasjkina Artiom Tjernousov | ROC 1   | 14     |
| Bronsmatch |                                          |         |        |
| 3          | Olena Kostevitj Oleh Omeltjuk            | Ukraina | 16     |
| 4          | Zorana Arunović Damir Mikec              | Serbien | 12     |